# Sium cuneifolium
Sium cuneifolium är en flockblommig växtart som beskrevs av Pierre Edmond Boissier. Sium cuneifolium ingår i släktet vattenmärken, och familjen flockblommiga växter. Inga underarter finns listade i Catalogue of Life.